# るいそう

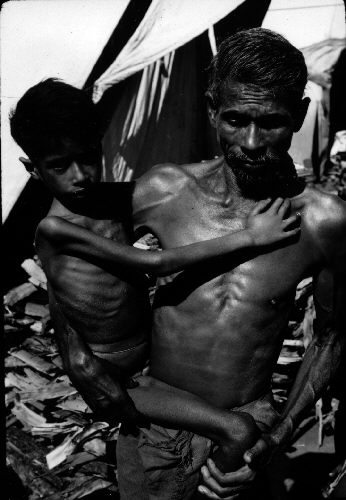
著しく痩せた子供

るいそう（羸痩、英: emaciation, 独: Abmagerung）とは、脂肪組織が病的に減少した症候をいう。いわゆるやせ（痩せ、leanness, thinness）の程度が著しい状態であり、症候であることを強調するためにるいそう症、あるいは症候性やせなどと称することもある。脂肪組織が過剰に蓄積した症候である肥満症(obesity)、あるいは症候性肥満(symptomatic obesity)と対極にある概念である。
対義語で、肥えている状態は肥満または肥胖（ひはん）。
通常、脂肪組織が減少すると、それに伴って筋肉などの非脂肪組織も減少するが、脂肪組織のみが特異的に減少するリポジストロフィーのような例外もある。
関連する用語に体重減少(weight loss)が挙げられるが、厳密には別概念とみなすべきという意見もある。一方で体重減少が特に急激であったり、あるいは慢性化したりすると、るいそうに至るため、臨床的には体重を基準に診断を行うのが現実的である。また、乳幼児期においては、体重が減少しない場合であっても、単に体重の増加が不良であるだけで、速やかにるいそうをきたす。なお、飢餓による栄養失調(malnutrition)の状態を「るいそう」と総称することもある。
るいそうは、組織各部が萎縮(atrophy)し、体積が小さくなることによって生じると解釈することもできるが、先天的に組織の体積が小さいものは「低形成」(hypoplasia)と呼び、区別される。また、小児における身長、体重、発達など全般的な発育の異常は、「成長障害」(failure to thrive)と呼ぶ。なお、るいそうは、成長障害を伴うことが多い。
るいそうや体重減少には、重要な疾患が背後に存在することも決して珍しいことではなく、早期に原因を検索し、適切に治療を行うことが必要となる。

## 用語
「るいそう」は「羸痩」という漢語の字音であるが、「羸」という漢字があまり一般的でないため、平仮名で表記されることが多い。「るいしゅう」という読み方もある。なお、「羸」は、「やせる」「よわる」「つかれる」などといった意味をもつ。
ほぼ同義の用語に瘠痩（せきそう）や削痩（さくそう）がある。「瘠」と「痩」はどちらも「やせる」という字義であり、「瘠痩」という語が用いられる例もある。又、中国語では、「羸痩（拼音: léishòu）」よりも「削痩（拼音: xiāoshòu）」の方が一般的である。
英語の“emaciation”は、“emaciate”（やせさせる）の名詞形であり、ラテン語の“emacio”（やせ）がその語源になっており、フランス語の“émaciation”がこれに対応する。また、英語における類義語の“wasting”も訳として日本語の「るいそう」があてられることもある。
ドイツ語の“Abmagerung”は、“mager”（やせた）の派生であり、英語の“meager”（貧相な）と語源を同じくする。

## 判定
健康状態を維持するための適正な体脂肪量や体重には個人差があるため、どの程度の「やせ」を病的とみなすべきか明確に言及することは難しい。一般的には、身長別の標準体重が10%以上少ない場合、やせと判定される。また、ヒトの肥満度の指標であるボディマス指数(BMI)における標準域の下限が20程度（学会によってバラツキがある）であるため、BMIが20未満であることも一つの基準となる。ただ、数値がこれら基準に該当する場合でも医学的介入が必要にならない「体質性のやせ」（単純性やせ、constitutional leanness）であることも多く、臨床的に問題となるのは、もっぱらBMIが17.6未満、すなわち標準体重から20%以上減少した場合であるという。

## 原因
体水分量の増減が体重に変化をもたらす場合（浮腫や脱水など）を除けば、体重の大きな変動の背景には熱量（エネルギー）の摂取量と消費量の不均等があると解釈される。この解釈によれば、摂取熱量が減少する病態、あるいは消費熱量が増大する病態が、るいそうに至る原因となるといえる。前者には、食欲の低下、消化吸収の障害、栄養素の利用障害などが挙げられ、後者には、代謝（異化）の亢進や悪液質などが挙げられる。

### 食欲の低下
食欲の低下は、後述の悪液質をはじめとして、齲歯、顎関節症、口内炎などの口腔疾患、手術や外傷による疼痛、感冒などの消耗性の疾患、あるいは妊娠悪阻などによっても引き起こされうるが、るいそうに至るほど深刻で長期的な食欲低下の背後には精神・神経系の疾患があることが多い。例えば、うつ病や統合失調症などの内因性の精神疾患は様々な精神症状と同時に食欲の低下を来す場合がある。また、純粋な体重減少を主訴とする神経性食欲不振症は、病識がないので長期化しやすく、無月経など重大な症状を伴いやすい。
精神・神経系の疾患以外では、アジソン病、シモンズ病、シーハン症候群などの内分泌系疾患が代表的であり、その他にはイレウスや腸内寄生虫の存在、あるいは覚醒剤の濫用なども食欲の低下を来す原因として挙げられる。
なお、動物実験においては、外側視床野に存在するとされる摂食中枢の破壊により、食欲が阻害されることが知られている。これに関連して、鞍上部胚芽腫や頭蓋咽頭腫が原因とみられる食欲の低下が報告されているが、ヒトの摂食行動における詳細なメカニズムはまだ十分に明らかになっていない。

### 消化吸収の障害
胃切除術後や膵臓疾患などによる消化機能の低下、潰瘍性大腸炎などの炎症性疾患、腸内寄生虫や熱帯スプルーなどによる吸収障害などのほか、重篤な消化器症状の原因となるゾーリンジャー・エリソン症候群、VIP産生腫瘍、カルチノイドなどのホルモン産生腫瘍も体重減少を来す疾患として知られている。

### 栄養素の利用障害
1型糖尿病やローレンス糖尿病は、脂肪の合成能が低下して急激に体重が減少する。さらに栄養素の利用障害をもつ患者は、神経性食欲不振症や神経性大食症を合併することが多いので注意が必要である。

### 代謝の亢進
ヒトの場合、体温1℃の上昇につき、消費熱量は13%も増加するという。それだけに、慢性の感染症や悪性腫瘍などによる長期の発熱が、体重の大幅な減少をもたらすこともある。前者に関して、かつては肺結核などの感染症が、るいそう患者を象徴するほどに猛威をふるっていたが、抗生物質など治療法の進展により、るいそうを来すほどの感染症は少なくなった。しかし、エイズの流行地域では、発熱を原因とする体重減少が増加しているという。後者に関して悪性腫瘍は、サイトカインの関与により、全身性に代謝を亢進させる。また、これらサイトカインは、視床下部に作用して食欲を抑制することも知られている。このような悪性腫瘍による種々の消耗は、「悪液質」（cachexia）もしくは「カヘキシー」（独: Kachexie）と総称される。この他、膠原病も発熱などの慢性的な炎症を生じさせる代表的な疾患である。特にある種の膠原病の中には嚥下障害の症状を伴うものもあり、体重減少の原因の一つに数えられる。
内分泌的に消費熱量を増加させる疾患である、甲状腺機能亢進症や褐色細胞腫などは、基礎代謝を亢進させる作用だけでなく、脂肪の異化も亢進させる作用をももつ。このような作用を利用して、過去に甲状腺製剤を「やせ薬」と称して販売していた事例もある。

### その他
上で挙げた種々の病態以外にも、栄養失調や過剰な運動なども、るいそうの原因となりうる。このうち、小児や高齢者の栄養失調には、ネグレクトなどの虐待の既往が隠れていることもあり、注意を要する。
失血や滲出液・漏出液の喪失も長期化すれば、低栄養状態から脂肪組織が減少することも考えられるため、るいそうの鑑別として挙げられる。また、アルコール依存症も偏食による低栄養から体重が大きく減少することもあるという。
特殊な型のるいそうとしては、リポジストロフィーがある。これは、顔面と上肢を中心に、上半身の広範囲にわたって皮下脂肪の消失をきたすのが特徴の疾患である。
なお、ある種のミオパチーによる筋委縮が、体重の減少を引き起こす可能性もあるが、「脂肪組織の減少」という、るいそうの定義からは外れる。

## ヒト以外のるいそう

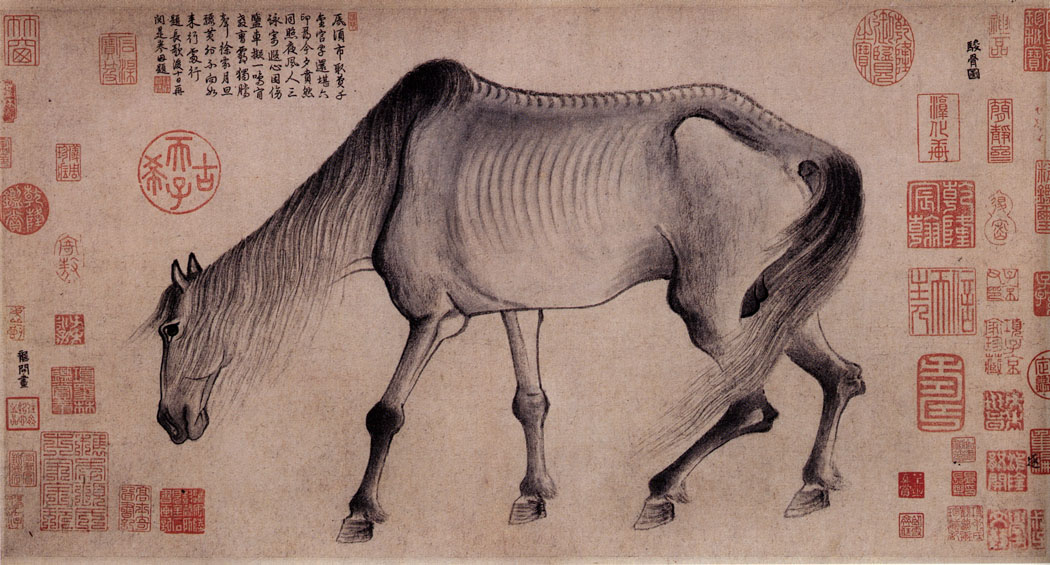
痩せこけた馬の絵

るいそうの概念はヒト以外の動物にも適用でき、ヒトと同様、標準体重から20%の程度の減少から獣医学上の問題とみなされることが多い。なお獣医学分野では、「るいそう」より「削痩」という用語が好んで用いられる。